# Fuerzas Auxiliares de Marruecos
Inspección General de Fuerzas Auxiliares (antiguamente llamadas Makhzen) Es una institución militar y de seguridad en Marruecos, bajo la supervisión del Ministerio del Interior, y tiene un papel importante en el establecimiento de la seguridad en todo el territorio del Reino.
Sus miembros son denominados ''Mkhaznis''. En Marruecos son conocidos como " ''los ojos y orejas del sistema'' ", debido a que están posicionados por toda la geografía, (aduanas, lugares turísticos, ayuntamientos, hospitales, cuarteles, puestos de frontera, en el muro del Sahara,

## Organización
Las Fuerzas Auxiliares de Marruecos están formadas por 45 000 hombres, que pese a tener naturaleza militar, en tiempos de paz dependen del ministerio del interior, y no de la administración de Defensa Nacional (ADN). Sin embargo, aunque teóricamente dependan del ministerio del interior, en la práctica dependen de la (I.G.F.A), Inspección general de las fuerzas auxiliares. Podemos decir que las FA son un verdadero ejército que actúa en tiempos de paz como policías (Mkhaznis) en las instituciones del Estado (Majzén). Actualmente se encuentran bajo las órdenes del General Hamidou Laânigri. Su mando a nivel nacional es organizado según dos zonas geográficas:
- Zona norte (El Jadida-Tánger) : bajo el mando del General Haddou Hajjar.

- Zona sur (Safí-Lagouira) : bajo el mando de General Hamidou Laânigri.

Cada zona está formada por dos unidades:
- Fuerzas auxiliares « administrativas » : Desplegados en oficinas, se coordinan con la policía de Marruecos (en zono urbana) y con la Gendarmería (en zonas rurales).

- Fuerzas auxiliares « móviles » : Destacados en cuarteles por todo el territorio, teniendo como misión principal la intervención rápida, en colaboración con las administraciones territoriales, las brigadas de bomberos, forestales, protección civil, con las fuerzas armadas, etc.

## Funciones
La función de las FA es aportar refuerzos y apoyo a los diferentes cuerpos de seguridad, como pueden ser las Fuerzas armadas, la Gendarmería, la policía, o las brigadas de bomberos y forestales, también participan en la seguridad de los palacios reales y en la del propio rey.
Las misiones de las F.A van de la vigilancia, hasta las intervenciones (incendios, motines,Guerras). 
Disponen también de un servicio propio de Información.

## Armamento
Las Fuerzas auxiliares están dotadas de ametralladoras Browning M2, PAMAS G1, MAS 36, MAT 49, MAC 24/29, Distintas variantes del AK-47, FN MAG, Heckler & Koch G36 y los Heckler & Koch HK416 y así como de blindados como el UR 416, Patria AMV, Lenco BearCat y los más modernos GAZ-2975